# Гробман, Александр
Александр Гробман Тверский (исп. Alexander Grobman Tversqui, также исп. Alexander Grobman Tversky; род. 7 сентября 1927, Липканы, Бессарабия, Румыния) — перуанский агроном, учёный в области физиологии растений, ботаник, селекционер, известный своими трудами в области генетики и селекции кукурузы. Профессор Национального сельскохозяйственного университета Перу (1978).

## Биография
Родился в 1927 году в Липканах (в то время в вошедшей в состав Румынского королевства Бессарабии, в семье Гершона Буриховича Гробмана (1899—1981) и Фримы Ароновны Тверской (1905—2003). Когда ему было три года семья эмигрировала в Перу (1930), где он учился в школе Colegio San Andrés и в Национальной сельскохозяйственной школе Перу (Escuela Nacional de Agricultura), затем окончил агрономическое отделение Университета штата Огайо в США и докторантуру Гарвардского университета, где защитил диссертацию доктора философии (PhD) по биологии со специализацией в генетике (1962). Заведовал отделом научных исследований и развития по Латинской Америке селекционно-семеноводческой компании Northrup-King (впоследствии в составе Syngenta), работал консультантом Всемирного банка по вопросам сельского хозяйства в разных странах мира (в том числе Турции, Китая и России).
Основал Национальный институт сельскохозяйственных исследований в Перу (Instituto Nacional de Investigación y Promoción Agraria de Perú) и был его первым директором. Президент биотехнологической фирмы PeruBiotec (Лима).
Основные научные труды в области генетики, молекулярной биологии и селекции маиса, а также сои, бобовых, других культурных и тропических растений (юкка). 
Командор ордена заслуг Перу в области сельского хозяйства (Orden del Mérito Agrícola del Perú), фелло Американской ассоциации содействия развитию науки

## Монографии
- Variedades e hibridos de maiz para la costa del Peru (на португальском языке). Programa Cooperativo de Investigacions en Maiz, Fundacion Rockefeller.  Cuzco, 1960.
- Races of Maize in Peru: Their Origins, Evolution and Classification. National Academy of Sciences-National Research Council, 1961. — 374 p.
- Maíz precerámico de Huarmey, costa nor central del Perú. Lima: Instituto Nacional de Investigación y Promoción Agropecuaria, 1982. — 179 p.
- El desarrollo del agro peruano: situación, posibilidades y propuestas. Лима: Konrad Adenauer Stiftung, 2003. — 288 p.
- Temas de instituciones politicas y Gobernabilidad, el desarrollo del agro peruano: situación, posibilidades y propuestas. Instituto Peruano de Economía Social de Mercado. Лима: Konrad Adenauer Stiftung, 2003. — 288 p.
- Las ciencias agrarias en el Perú. Lima: Banco Central de Reserva del Perú, 2005. — 421 p.